# Eriocaulon australasicum
Eriocaulon australasicum är en gräsväxtart som först beskrevs av Ferdinand von Mueller, och fick sitt nu gällande namn av Friedrich August Körnicke. Eriocaulon australasicum ingår i släktet Eriocaulon och familjen Eriocaulaceae. Inga underarter finns listade i Catalogue of Life.